# 阿那克萨哥拉环形山
阿那克萨哥拉环形山（Anaxagoras）是位于月球正面北极附近一座相对年轻的大撞击坑，约形成于11亿年前的哥白尼纪，其名称是由意大利天文学家乔瓦尼·巴蒂斯塔·里乔利取自古希腊哲学家、数学家暨天文学家阿那克萨哥拉（公元前500年-公元前428年），1935年被国际天文学联合会正式批准接受。

## 描述

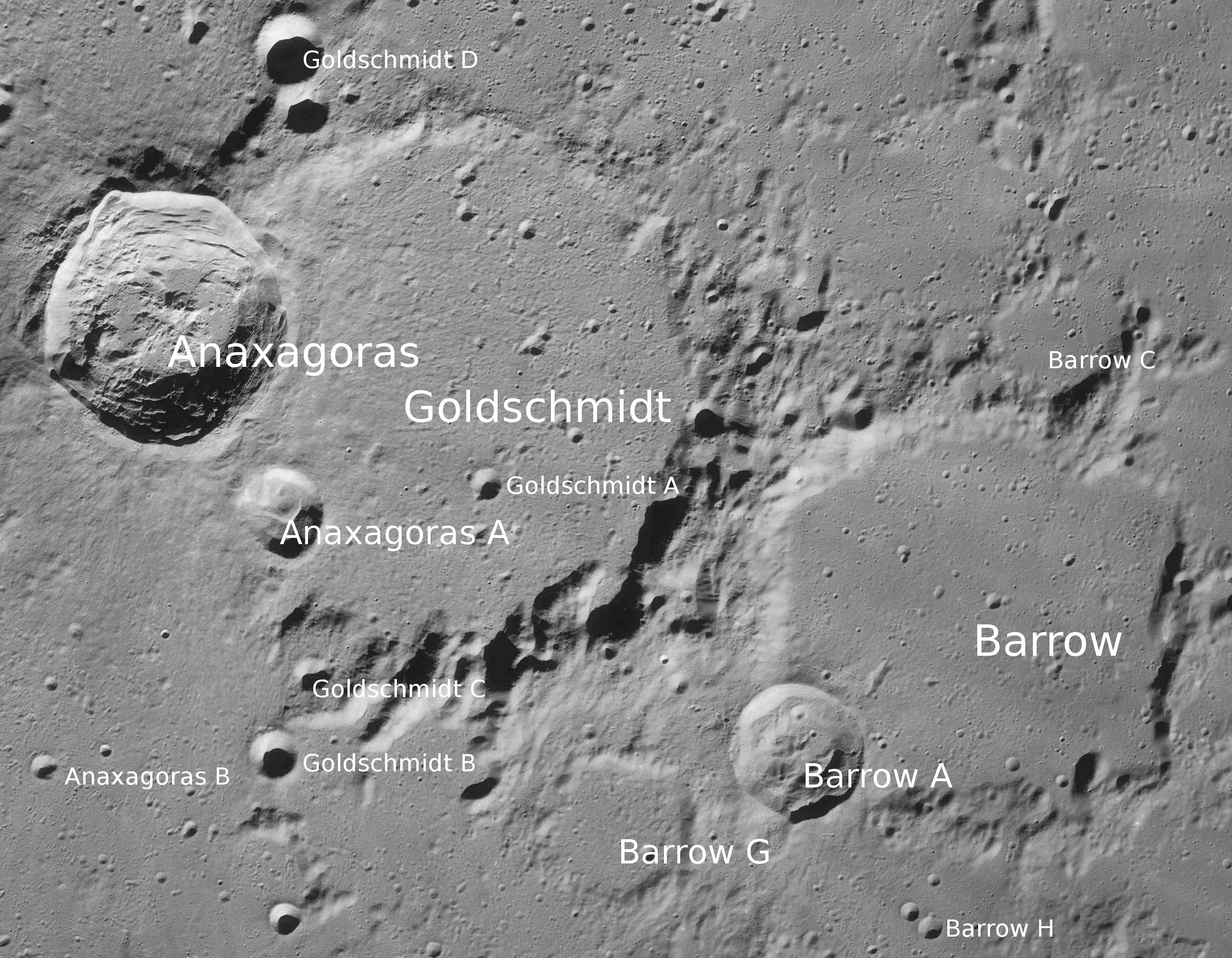
阿那克萨哥拉环形山的周边，月球勘测轨道飞行器拍摄。

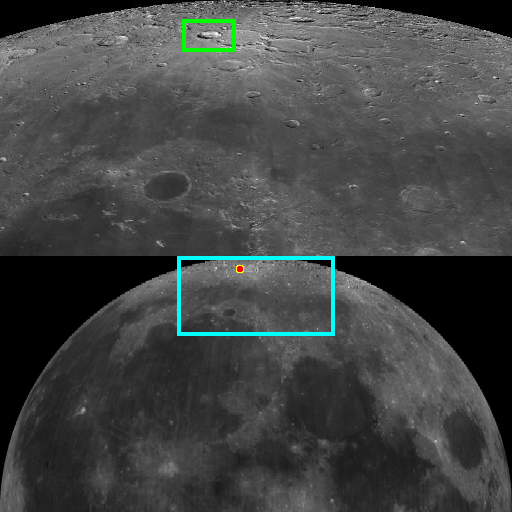
阿那克萨哥拉环形山在月球上的位置

该陨坑位于月球北部山地区，横跨在戈尔德施米特环形山西侧坑壁上，东北更远处坐落了巴罗环形山、往西靠近菲洛劳斯环形山、而严重损毁的残迹坑—伯明翰环形山则横亘在它的南面。该陨坑中心月面坐标为73°29′N 10°10′E / 73.48°N 10.17°E，直径51.90公里，深度约2.37公里。
阿那克萨哥拉环形山是一座形成相对较晚的撞击坑，所拥有的射纹系统仍未受到空间风化的磨损，其延伸距离超出900公里，从坑沿一直抵达柏拉图环形山的南面。基于这一点，该陨坑被测定为属于哥白尼纪。

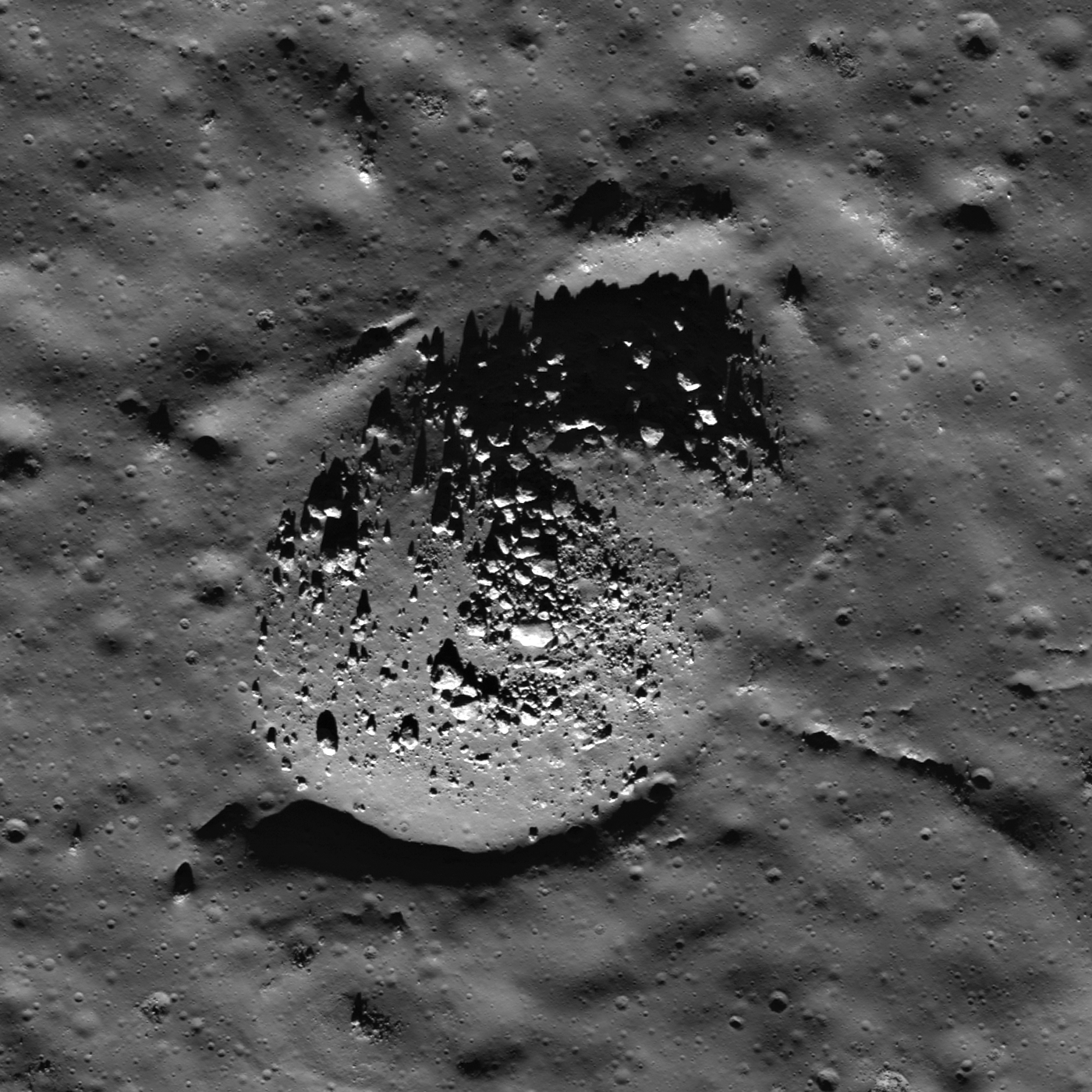
坑内山丘受侵蚀后形成的巨岩，月球勘测轨道飞行器拍摄。

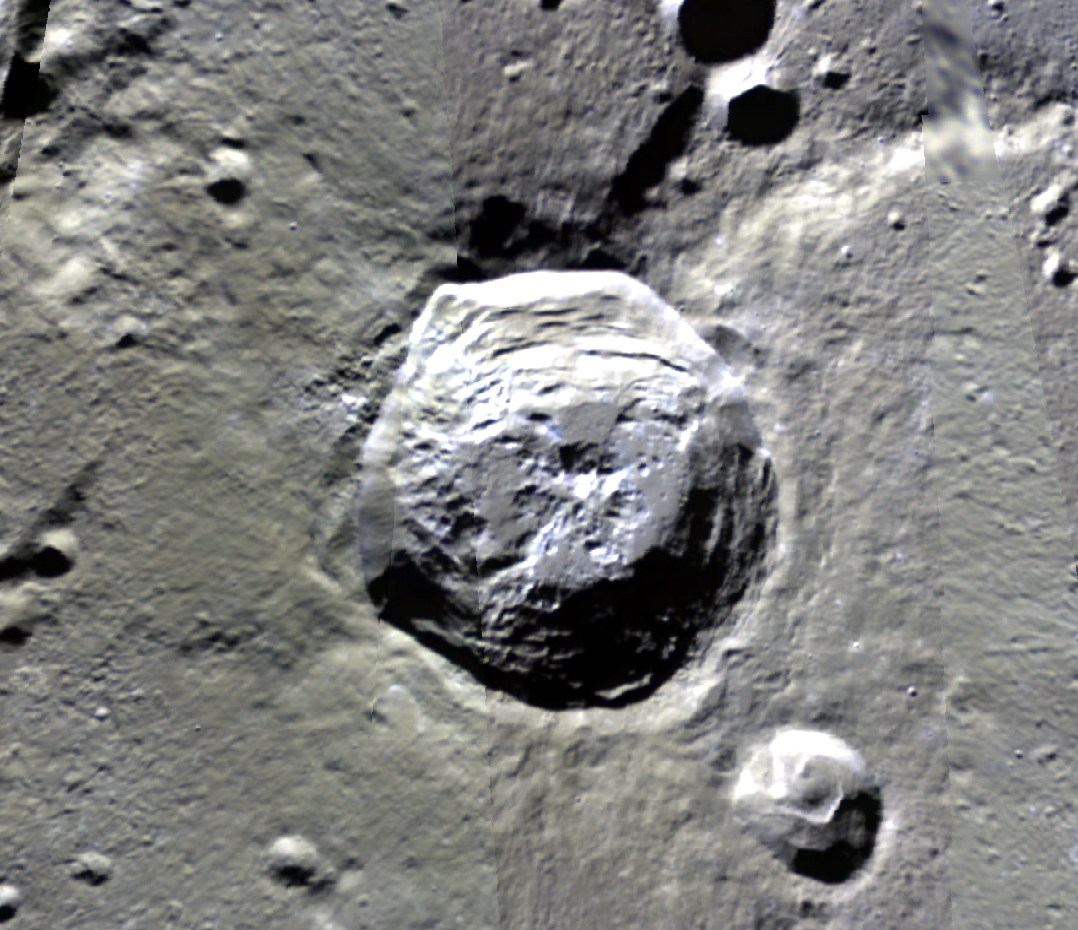
阿那克萨哥拉环形山，克莱门汀号拍摄。

阿那克萨哥拉环形山内部反照率相对较高，使它成为满月时，月表上一处突出特征（该陨坑的高纬度意味着在满月后不到一天，即便是最大角度，太阳也将始终处于地平线上）。陨坑内侧壁坡度约为39°，且分布有阶地结构。坑壁最大高出周边地形1120米，内部容积约2181立方千米。
坑底略偏北矗立了一座高约1000米，几乎完全由构成原生月壳层的斜长岩所组成中央峰，并与一道横贯坑底东西的小山脊相连接，在环形山坑外似乎也坠落有一些构成中央峰的岩石。美国宇航局公布的星座计划曾表示对该中央峰周边区域十分感兴趣。
环形山坑底表面覆盖了撞击时喷发的熔融岩石，熔岩的顶层已风化为表岩屑，但在某些地区，坑内的一些地貌结构受侵蚀形成了尺寸达10-30米的巨岩。请查看左边的图片，这种形成机制今天仍无法解释。
阿那克萨哥拉环形山已被月球和行星观测协会（ALPO）列入《带有明亮射纹系统的撞击坑列表》）及《内侧壁坡带有暗黑辐射纹的撞击坑列表》。

## 卫星陨石坑
按惯例，最靠近阿那克萨哥拉环形山的卫星坑将在月图上以字母标注在它的中心点旁边。

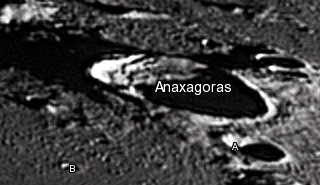
卫星坑图

| 阿那克萨哥拉 | 纬度    | 经度    | 直径    |
| ------------ | ------- | ------- | ------- |
| A            | 72.2° N | 6.9° W  | 18 公里 |
| B            | 70.3° N | 11.4° W | 5 公里  |

## 参引资料
1. ↑  .   [2017-02-21]. （原始内容存档于2008-12-01）.
2. ↑   (PDF).   [2017-02-21]. （原始内容存档 (PDF)于2013-02-20）.
3. ↑  .   [2017-02-21]. （原始内容存档于2020-11-27）.
4. 1 2 3 4  Lunar Impact Crater Database
5. ↑  The geologic history of the Moon, 1987, Wilhelms, Don E.; with sections by McCauley, John F.; Trask, Newell J. USGS Professional Paper: 1348.  Plate 11: Copernican System （online （页面存档备份，存于））
6. ↑  Article Online Lunar Picture of the Day 的存檔，存档日期2015-03-24.
7. ↑  .   [2019-05-11]. （原始内容存档于2010-06-13）.
8. ↑  The geologic history of the Moon, 1987, Wilhelms, Don E.; with sections by McCauley, John F.; Trask, Newell J. USGS Professional Paper: 1348.  Figure 3.34. （online （页面存档备份，存于））
9. ↑  .   [2019-05-11]. （原始内容存档于2013-04-20）.
10. ↑  List of craters with bright rays system of lunar and planetary astronomy Association（ALPO） 的存檔，存档日期2016-03-04.
11. ↑  List of craters with dark radial bands of the Association of Lunar and Planetary Astronomy（ALPO） 的存檔，存档日期2013-12-03.

## 另请参阅
- Andersson, L. E.; Whitaker, E. A. . NASA RP-1097. 1982.
- Blue, Jennifer. . USGS. July 25, 2007  [2007-08-05]. （原始内容存档于2019-12-05）.
- Bussey, B.; Spudis, P. . New York: Cambridge University Press. 2004. ISBN 978-0-521-81528-4.
- Cocks, Elijah E.; Cocks, Josiah C. . Tudor Publishers. 1995. ISBN 978-0-936389-27-1.
- McDowell, Jonathan. . Jonathan's Space Report. July 15, 2007  [2007-10-24]. （原始内容存档于2019-06-21）.
- Menzel, D. H.; Minnaert, M.; Levin, B.; Dollfus, A.; Bell, B. . Space Science Reviews. 1971, 12 (2): 136–186. Bibcode:1971SSRv...12..136M. doi:10.1007/BF00171763.
- Moore, Patrick. . Sterling Publishing Co. 2001. ISBN 978-0-304-35469-6.
- Price, Fred W. . Cambridge University Press. 1988. ISBN 978-0-521-33500-3.
- Rükl, Antonín. . Kalmbach Books. 1990. ISBN 978-0-913135-17-4.
- Webb, Rev. T. W.  6th revised. Dover. 1962. ISBN 978-0-486-20917-3.
- Whitaker, Ewen A. . Cambridge University Press. 1999. ISBN 978-0-521-62248-6.
- Wlasuk, Peter T. . Springer. 2000. ISBN 978-1-85233-193-1.